# آي إم جي مودلز
آي إم جي مودلز هي وكالة تمثل نخبة عارضي الأزياء في العالم. وهي جزء من الشركة العالمية IMG Worldwide. تملك المؤسسة فروع في نيويورك ولندن وميلان وباريس.

## العارضات
أشهر العارضات الاتي تم تمثيلهن من قبل الوكالة في الماض والحاضر.
- ليلى ألدريدج
- هيلي بالدوين
- ثيلان بلوندو
- جيزيل بوندشين
- ميلي بوبي براون
- ليتيسيا كاستا
- مونتانا كوكس
- هانا فيرغسون
- آشلي غراهام
- فريدا غوستافسون
- جيجي حديد
- بيلا حديد
- إلسا هوسك
- روزي هنتنغتون وايتلي
- شانيل إيمان
- شياو ون جو
- ميراندا كير
- رسلانا كورشنوفا
- كيت موس
- أنجا روبيك
- جوان سمالز
- جيسيكا ستام

ساشا لوس